# Mars 7
La Mars 7 (del ruso: Марс-7), también conocida como 3MP No.51P fue una sonda espacial soviética lanzada para explorar Marte. Fue una aeronave 3MP y supuso el fin del Programa Mars,  constaba de un aterrizador y un orbitador con instrumentos para estudiar Marte cuando pasara volando. Debido a un fallo, el aterrizador erró en la maniobra necesaria para su introducción en la atmósfera marciana, rebotando en la misma y quedando en órbita heliocéntrica junto con la etapa de costa.

## Aeronave
La Mars 7 portó una gran variedad de instrumentos para estudiar Marte. El aterrizador estuvo equipado con un termómetro y barómetro para determinar las condiciones en la superficie, además de un acelerómetro y radioaltímetro para el descenso, e instrumentos para analizar el material de superficie, incluyendo un espectrómetro de masa. El orbitador por su parte llevó un magnetómetro, trampas de plasma,detectores de rayos cósmicos y de micrometeoritos, stereo antennae, y un instrumento para estudiar flujos de protones y electrones procedentes del Sol.
Construida por Lavochkin, la Mars 7 fue la segunda de dos naves 3MP, fue lanzada a Marte en 1973, habiendo sido precedido por el Mars 6.. 
Se contó con dos orbitadores, la Mars 4 y la Mars 5, que fueron lanzados antes, en el 1973; los cuales tenían el fin de recopilar información sobre el planeta rojo que sería utilizada más tarde para los dos aterrizadores. Sin embargo el Mars 4 falló en su introducción en la órbita marciana, y el Mars 5 se estropeó después de pasar unos cuantos días en órbita.

## Lanzador
La Mars 7 fue lanzado utilizando un cohete Protón-K cargado con un Bloque-D  en su etapa superior, desde el cosmódromo de Baikonur en el Sitio 81/24. El lanzamiento fue a las 17:00:17 UTC el 9 de agosto de 1973, las primeras tres etapas de lanzamiento colocaron la aeronave y su carga superior en una órbita de aparcamiento. 
La astronave tuvo una corrección de su curso el 16 de agosto de 1973.
El aterrizador de la Mars 7 se separó del orbitador el 9 de marzo de 1974. Sin embargo inicialmente, hubo un fallo en la separación, aun así finalmente el aterrizador logró liberarse y pudo comenzar su descenso en el planeta rojo. A pesar de todo debido a un fallo en los retrocohetes, la sonda rebotó en la atmósfera de Marte, y, en vez de aterrizar, atravesó la atmósfera marciana con una aproximación máxima a la superficie de 1300 km. Se piensa que el fallo fue debido a los transistores de la aeronave (también se piensa que fueron la causa del fallo de la Mars 4).